# Ева (филм)
„Ева“ е румънски драматичен филм от 2010 г. на режисьора Адриан Попивичи. Световната премиера на филма е на 20 май 2010 г. на кинофестивала в Кан.

## Сюжет
Докато Европа е в навечерието на Втората световна война, главната героиня Ева е изправена пред огромна трагедия и се бори за любовта си и за собственото си оцеляване.

## Роли
- Ейми Бет Хайес – Ева
- Пътрик Бърджин – Осуалд
- Дъстин Милиган – Лукиан
- Мая Моргенщерн – Мария
- Влад Радеску – Гюнтер
- Клаудиу Блеонт – Доктора
- Ванеса Редгрейв – Ева
- Майкъл Айрънсайд – Майора
- Корин Редгрейв